# 伊格爾鎮區 (堪薩斯州金曼縣)
伊格爾鎮區（英語：Eagle Township）為美國堪薩斯州金曼縣轄下的鎮區。2010年美国人口普查中此鎮區人口有125人。

## 地理
伊格爾鎮區涵蓋總面積為94.3平方（36.42平方英里），其中陸地面積為94.2平方（36.38平方英里），水域面積為0.10平方（0.04平方英里）或0.11%。海拔高度465（1,526英尺）。

## 人口統計
根據2010年美國人口普查，伊格爾鎮區人口有125人，其中男性有62人，女性有63人，人口密度為每平方公里1.33人，住房計66戶。鎮區內的白人有121人，非裔美國人有0人，美洲原住民有1人，亞裔美國人有2人，太平洋島裔美國人有1人，其他種族有0人，混血種族則有0人。此外鎮區內有1人為西班牙裔或拉丁裔美國人。此鎮區之年齡中位數為48.8歲，而男性年齡中位數為49.5歲，女性年齡中位數為48.3歲。